# Iten (Kenya)
Iten è un centro abitato del Kenya, capoluogo della contea di Elgeyo-Marakwet. È situato nella Rift Valley.